# Xylobium coelia
Xylobium coelia là một loài thực vật có hoa trong họ Lan. Loài này được (Rchb.f. & Warsz.) Rolfe miêu tả khoa học đầu tiên năm 1912.